# Аполлоновка (Харьковская область)
Аполло́новка (укр. Аполлонівка) — село, 
Аполлоновский сельский совет,
Сахновщинский район,
Харьковская область.
Код КОАТУУ — 6324880501. Население по переписи 2001 года составляет 437 (213/224 м/ж) человек.
Является административным центром Аполлоновского сельского совета, в который, кроме того, входят сёла
Красная Горка,
Лесовка,
Николаевка и
Червоная Долина.

## Географическое положение
Село Аполлоновка находится на левом берегу реки Орель,
выше по течению на расстоянии в 1 км расположено село Николаевка,
ниже по течению находится место впадения реки Орелька,
на противоположном берегу — село Андреевка.
Рядом проходит железная дорога, ближайшая остановка Платформа 146 км в 1,5 км.

## История
- 1870 — дата основания. Административно входила в состав Константиноградского уезда Полтавской губернии.

## Экономика
- Частное сельскохозяйственное предприятие «Серп».

## Достопримечательности
- Братская могила советских воинов. Похоронено 35 воинов.